# دم‌روباهک
دم‌روباهک (نام علمی: Vulpia myuros) نام یک گونه از سرده چمنک است.